# Von Westerholt und Gysenberg

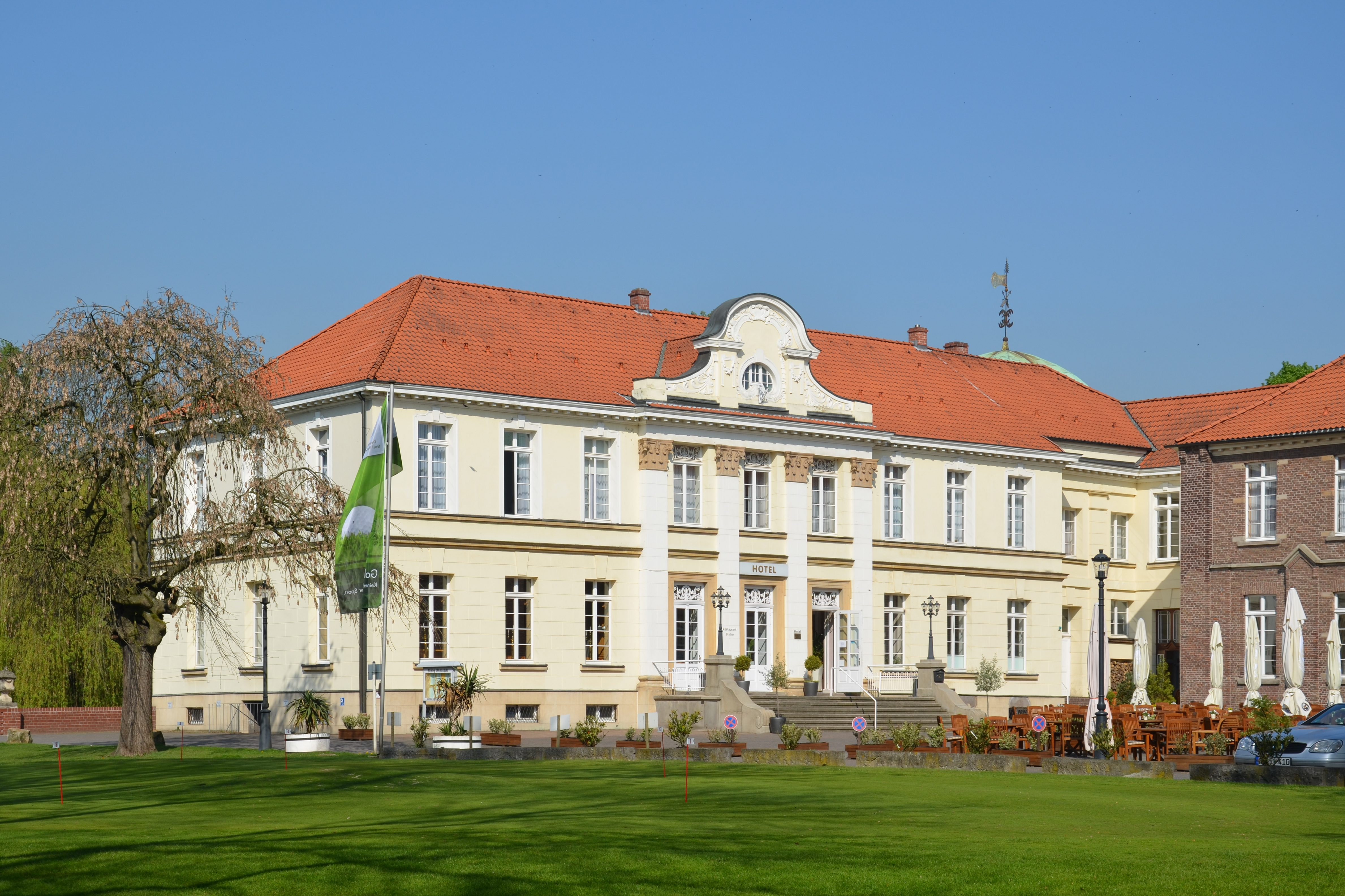
Slot Westerholt (hoofdgebouw)

Von Westerholt und Gysenberg is de naam van een Duits geslacht dat sinds 1779 tot de Oostenrijkse adel behoort en waarvan leden in 2014 tot de Belgische adel gingen behoren.

## Geschiedenis
In 1769 trouwde Ludolf Friedrich Adolf von Boenen (1747-1828) met Wilhelmine Friderike Franziska Anna Freiin von und zu Westerholt und Gysenberg (1757-1820). Zijn echtgenote was de laatste van die adellijke tak en behoorde tot het adellijke geslacht Van Westerholt. Bij zijn verheffing in Wenen op 27 juli 1779 tot Freiherr nam hij de naam van zijn echtgenote aan en werd Freiherr von Westerholt und Gysenburg. Bij besluit van de rijksvicaris van 16 augustus 1790 werd hij verheven tot des H.R.Rijksgraaf en in de Beierse gravenstand opgenomen.
De bewezen stamreeks van het adellijke geslacht Boenen begint met Ludolf von Boenen die vanaf 1425 wordt vermeld en in 1475 overleed.
De familie was tot eind 20e eeuw eigenaar van het stamslot van de Westerholts in Herten. Sinds 1993 is het omgebouwd tot hotel en restaurant 'Schloss Westerholt'.

## Belgische adel
De graaf Friedrich von und zu Westerholt und Gysenberg (1910-2002), zoon van de Belgische gravin Elisabeth de Renesse (1884-1966), was getrouwd met Gabriele von Dewitz (1921-1966). Hun zoon Engelbert Graf von Westerholt und Gysenberg (1947) trouwde in 1976 met de Belgische gravin Louise de Limburg Stirum (1949), bewoners van het kasteel van Berlo. Hun drie kinderen zijn:
- Lidwine de Westerholt Gysenberg (1978), in 2016 getrouwd met Nicolas de Radzitzky d'Ostrowick (1971). Ze hebben twee meisjes, Eleanor (2016) en Anaëlle (2018).
- Guillaume de Westerholt Gysenberg (1980), in 2009 getrouwd met barones Emilie Fallon (1982). Ze hebben drie zoons, Attila (2010), Gregor (2013) en Solal (2019).
- Monique de Westerholt Gysenberg (1986).

Bij KB van 4 april 2014 werden Lidwine, Guillaume en Monique erkend als Belgische adel: Guillaume met de erfelijke titel van graaf, respectievelijk gravin overgaand op al zijn afstammelingen, de beide zussen met de persoonlijke titel van gravin.